# 96506 Oberösterreich
(96506) Oberösterreich, denumire internațională (96506) Oberosterreich, este un asteroid din centura principală de asteroizi.

## Descriere
96506 Oberösterreich este un asteroid din centura principală de asteroizi. A fost descoperit pe 26 iulie 1998 la Linz de Erik Meyer. Asteroidul prezintă o orbită caracterizată de o semiaxă mare de 2,63 ua, o excentricitate de 0,17 și o înclinație de 16,2° în raport cu ecliptica.